# Gaius
Gaius, Caius eller Gajus var ett vanligt romerskt namn kommet från etruskiskans Cai och betyder jag är glad. Enligt en teori härstammar namnet från namnet Gavius, från verbet gaudere (jubla, fröjdas).

## Personer

### Förnamn
Några romare med namnet Gaius eller Gajus är:
- Gaius Cassius Longinus, romersk fältherre och statsman
- Gaius Cilnius Maecenas, romersk poet, samt vän och politisk rådgivare till kejsar Octavius Augustus
- Gaius Cornelius Gallus, romersk poet, fältherre och politiker
- Gaius Sempronius Gracchus, romersk politiker och folk-tribun
- Gaius Julius Caesar, romersk militär och statsman
- Gaius (jurist), romersk rättslärd
- Gaius Lucilius, romersk skald
- Gaius Marius, romersk fältherre och statsman
- Gaius Marcius Coriolanus, romersk general
- Gaius (påve), påve och helgon i den Katolska kyrkan
- Gaius Suetonius Paulinus, romersk fältherre och guvernör i Britannien
- Gaius Valerius Catullus, romersk skald

### Efternamn
- John Caius, engelsk läkare